# Sabahtritia tianmuensis
Sabahtritia tianmuensis är en kvalsterart som först beskrevs av Hu, X. Wang och Aoki 1991.  Sabahtritia tianmuensis ingår i släktet Sabahtritia och familjen Synichotritiidae. Inga underarter finns listade i Catalogue of Life.